# 483488 Wudeshi
483488 Wudeshi è un asteroide della fascia principale. Scoperto nel 2002, presenta un'orbita caratterizzata da un semiasse maggiore pari a 2,2401447 au e da un'eccentricità di 0,1719926, inclinata di 2,50405° rispetto all'eclittica.